# Предигра
У људској сексуалности, предигра је сексуална активност која води до сексуалног односа. Предигра може подстаћи сексуално узбуђење и сексуални пристанак. Иако се предигра обично схвата као физичка сексуална активност, нефизичке активности, као што су менталне или вербалне, у неким контекстима могу бити предигра. Код сексуалног понашања код животиња, слична активност се понекад назива прекоитална активност.
Иако се предигра обично схвата као физичка сексуална активност, нефизичке активности, као што су ментални или вербални чинови, могу у неким контекстима бити предигра. Ово је типично разлог зашто предигра обично бива двосмислен термин и различитим људима значи различите ствари. Може се састојати од различитих сексуалних пракси као што су љубљење, сексуално додиривање, скидање одеће, орални секс, сексуалне игре и играње улога.

## Игре
Сексуално играње улога или сексуалне игре могу створити сексуални интерес. Ове игре се могу играти у различитим ситуацијама, а побољшане су технологијом. Ова врста проширене предигре може укључивати СМС поруке, телефонске позиве, онлајн ћаскање или друге облике комуникације на даљину, који имају за циљ да стимулишу фантазирање о предстојећем сусрету. Ова тантализација ствара сексуалну напетост.
Картица или игра на плочи могу се играти за предигру. Циљ игре је да се партнери препусте својим фантазијама. Губитник може, на пример, бити обавезан да уклони одећу или да победнику даје сензуалну масажу стопала или било коју другу ствар коју победник жели да покуша. Сензуална атмосфера може бити појачана и свећама, пићима, сензуалном храном или сугестивном одећом. Чак и сугестија о употреби сексуалних играчака или играње игара које укључују фетиш, сексуално везивање, повезивање очију или сплосхинг је показатељ сексуалног интереса.
Неки парови стварају сексуални интерес гледајући еротске и порнографске видеозаписе. Играње улога може укључивати партнере који носе костиме, како би створили и одржали сексуалну фантазију. За разноликост, партнери могу саставити (сексуалну) причу заједно. Један од њих почиње реченицом, а други се наставља све док прича не постане сексуално експлицитна, а партнерима пружа прилику да изразе своје сексуалне фантазије. 'Странци на дан' је игра улога која се састоји од пара које играју улоге првог састанка између њих. На јавном месту окупљања, партнери се први пут претварају да су странци. Циљ је да они флертују и заведу другог, а да не раде и не кажу ништа што не би урадили или рекли на првом састанку.

## Тантричка предигра
Тантричка предигра је први корак у сесији вођења љубави, према принципима тантре. Тантрички секс је против журних ствари у циљу постизања оргазма, тако да је тантричка предигра начин да се тело и ум припреми за јединство између два тела. Тантрична правила кажу да се предигра мора фокусирати на припрему прије сексуалног односа. Тантрична предигра може укључивати сензуалне купке између два партнера у опуштајућој атмосфери. Мирисно уље и свеће се такође могу користити за подешавање расположења.
Тантричка предигра је само давање једни другима времена за духовно повезивање и везивање. Гледајући једно у друго док сте у положају с прекриженим ногама и додирујући дланове других руку, то је уобичајена тактика предигре коју користе тантра практичари. Тантричка предигра може укључивати и масаже Тантре. Масажа која се примењује, према тантричкој филозофији, није за постизање оргазама него за пружање ужитка и повезивање на духовном нивоу.

## Улога
Жена прави предигру уклањањем одеће партнера. Предигра је важна из најмање два разматрања, од којих је једно чисто физиолошко. С друге стране, предигра подразумева одређени ниво поверења између партнера и ствара интимност. Психолошки, предигра смањује инхибиције и повећава емоционалну интимност између партнера. Физички, он стимулише процес који производи сексуално узбуђење. Предигра има важне физичке и психолошке ефекте на жене. Сматра се да је највеће питање везано за способност постизања оргазама решено помоћу правих техника предигре. Међутим, тема ефикасности предигре и даље је тема дискусије. Пример за ово је европско истраживање од 2.300 жена у Прагу које је показало да предигра није кључна за задовољавајући сексуални чин. 
Физички, полни органи оба партнера добијају већи проток крви и постају узбуђени. За мушке партнере то доводи до ерекције, а код женских партнера то доводи до ерекције клиториса. Када партнери доживе сексуално узбуђење услед предигре, њихови органи који су подложни задовољству постају веома осетљиви на спољашње стимулусе, док истовремено испуштају телесне течности које подмазују органе да се припреме за сношај. До наведених физичких догађаја мушки партнер лакше долази у односу на женског партнера, што је вероватно због потенцијалних последица трудноће и мајчинства. Из тог разлога је утврђено да предигра игра кључну улогу за женског партнера, као што је приметио сексолог др Вилијам Робинсон. Он сугерише да су мушки партнери у стању да обављају сексуални однос без предигре. Док су женским партнерима потребни дужи акти предигре да би били довољно стимулисани и задовољни.
Психолошки, предигра смањује инхибиције и повећава емоционалну интимност између партнера. Оба партнера, док изводе предигру, у стању су да имају обострано искуство разумевања и емоција. Ова узајамност доводи до побољшаног сексуалног искуства за оба партнера.
Из биолошке перспективе, предигра се може посматрати као чин који је скуп у погледу репродукције (перспектива мушке животиње). Без обзира на то, скупоћа предигре постаје недовољна када се кроз биолошка истраживања примети да је то вредна стратегија за повећање стопе плодности у животињском и у људском царству. Повећане стопе плодности су последица горе поменутих физичких и психолошких ефеката који такође играју улогу у ефектима неурохипофизног хормона. Овај хормон је способан да повећа брзину производње сперматозоида код мушкараца током чинова опсежне предигре и стога резултира тиме да женски партнер има веће шансе да се оплоди.

## Истраживања
Према истраживању хетеросексуалних парова о трајању сексуалног односа и предигри, ниједан партнер у овим везама није био задовољан трајањем предигре у својим везама. Ово истраживање је обухватило 152 пара који су углавном били факултетски образовани и задовољни својим сексуалним животом. У овој студији, и у поређењу са неким већим студијама, мушкарци су боље перципирали жељени сексуални однос и трајање предигре за своју партнерку. Просечно време проведено на сношај је било 7 минута и 12 минута на предигру за парове у овој анкети. Други резултат ове анкете је да је дужина жељене предигре за мушкарце и жене била приближно иста.
У глобалној студији од око 12.000 појединаца из 27 земаља на 6 континената, физичка предигра је оцењена као „веома важна“ за 63% мушкараца и 60% жена.
Према студији појединаца у преданим романтичним везама, порнографија и употреба сексуалних медија не играју улогу у задовољству са временом проведеним на предигри, иако овај тип сексуалних медија може утицати на друге аспекте сексуалног задовољства. То значи да је предигра важан део сексуалног сценарија, а друштвени утицаји на сексуални сценарио као што су порнографија и провокативни сексуални медији не утичу на предигру. Време проведено на предигри је важан део сексуалног узбуђења и јединствен је за сваког појединца, а појединцима је и даље потребна иста количина предигре да би постали сексуално узбуђени упркос ономе што науче из порнографије.

## Историја
Постоје многе историјске референце на предигру, са многим уметничким приказима. Древни индијски рад Кама Сутра спомиње различите врсте загрљаја, љубљења и означавања ноктима и зубима. Она такође помиње BDSM активности као што су шамарање и оплакивање као "игра". Постоје и примери употребе предигре у литератури о брачним саветима која датира из раних 1900-их.